# Johan Wilhelm Rangell
Johan Wilhelm (Jukka) Rangell (25 de octubre de 1894 – 12 de marzo de 1982) fue un político y economista finlandés.
Pertenecía al partido progresista. Rangell fue primer ministro de Finlandia de 1941 a 1943 y gobernador del banco de Finlandia de 1943 a 1944.